# Chiniquodon
Chiniquodon — викопний рід м'ясоїдних цинодонтів, який мешкав у пізньому тріасі (карній) у Південній Америці (Аргентина та Бразилія) та Африці (Намібія та Мадагаскар). Хінікводон був тісно пов'язаний з родом Aleodon і був близьким до предків ссавців.

## Класифікація

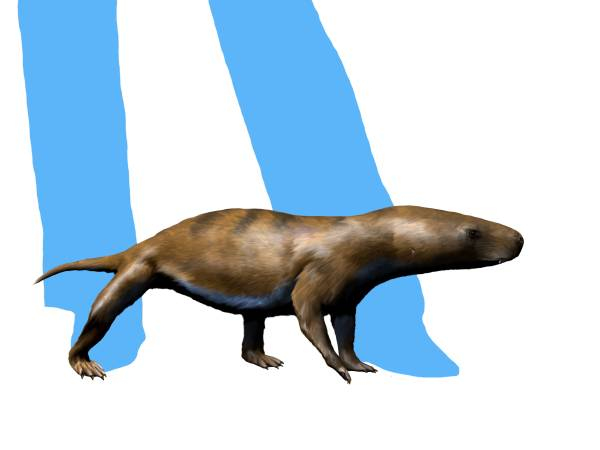
Реконструкція C. theotonicus

Chiniquodon theotonicus, типовий вид, походить із формації Санта-Марія, Бразилія та формації Чаньярес, басейн Іскігуаласто-Вілла-Уніон, північно-західна Аргентина. Цей вид відомий по ряду черепів. Голотип зберігається в палеонтологічній колекції Тюбінгенського університету, Німеччина.
Chiniquodon sanjuanensis походить із Cancha de Bochas Member формації Ischigualasto, басейн Ischigualasto-Villa Unión північно-західна Аргентина. Спочатку він був віднесений до роду Probelesodon, але був повторно віднесений до цього роду у 2002 році. Його відрізняють від C. theotonicus завдяки його зубам і формі виличного відростка.
Chiniquodon kalanoro походить із формації Isalo II, Мадагаскар. Цей вид відомий з нижньої щелепи (голотип UA 10607).
Chiniquodon omaruruensis походить із формації Омінгонде в Намібії. Він відомий з одного екземпляра (GSN F315), що складається з повного черепа та частин посткраніального скелета.

## Додаткова література
- Von Huene. Die Fossilien Reptilien des südamerikanischen Gondwanalandes an der Zeitenwende (Denwa-Molteno-Unterkeuper = Ober-Karnisch). Ergebnisse der Sauriergrabungen in Südbrasilien 1928/29. (The fossil reptiles of South American Gondwana during the temporal transition) (Denwa-Molteno-Upper Triassic = Upper Carnian). Results of the excavations in South Brazil 1928/29, part II.) 1936. Pages 93–159.